# پیسقان پونتا
پیسقان پونتا (به اسپانیایی: Pisqan Punta) یک کوه در پرو است که در Peru, Ancash Region واقع شده‌است. پیسقان پونتا ۴٬۸۰۰ متر بالاتر از سطح دریا واقع شده‌است.